# Papy Kimoto
Papy Okitankoyi Kimoto (né le 22 juillet 1976 à Kinshasa) est un footballeur international congolais, naturalisé belge en 2008, qui jouait au poste d'attaquant.
Arrivé en Belgique en 1999, Kimoto laisse entrevoir des qualités évidentes sous les couleurs du Sporting de Lokeren. Quatre années plus tard, il sera d'ailleurs transféré au Standard de Liège en même temps que son ancien coéquipier, Sambegou Bangoura. Toutefois, il ne réussira pas à s'imposer dans les rangs liégeois.
Après un bref passage par Saint-Trond, Papy Kimoto monnayera son talent en Israël, où il connaîtra quatre clubs en trois saisons.
Papy Kimoto a également été membre de l'équipe nationale du Congo à 54 reprises.

## Caractéristiques techniques
Aille droite, il pourrait également être utilisé comme pointe centrale.

## Carrière de joueur

### Club
Il a commencé à jouer à Sodigraf en 1996 où ils ont atteint la finale de la Coupe des vainqueurs de coupe, dans laquelle le club congolais a perdu contre Arab Contractors SC (0-0, 0-4). En 1998, il a rejoint l'AS Vita Club Il y a joué pendant 2 ans. En 1999, il a été acheté par Lokeren. En janvier 2001, il a été prêté à Bursaspor. Après le prêt, il a joué dans le Lokeren jusqu'en 2003. En 2003, il s'installe au Standard de Liège. En 2004, il a signé un contrat avec Sint-Truiden. En 2005, il a déménagé au Maccabi Netanya. À l'été 2006, il a signé un contrat avec Maccabi Herzliya. En janvier 2007, il a déménagé à Hakoah Ramat Gan. À l'été 2007, il a été acheté par Hapoël Petah-Tikva. En 2008, il a rejoint RFC Liège. En 2009, il a signé un contrat avec Atromitos Geroskipou. En 2010, il a déménagé à APEP Pitsilia. En 2011, il est retourné au RFC Liège. En 2012, il a été acheté par Aywaille, avec lequel il a mis fin à sa carrière en 2013.

### Équipe nationale
Kimoto a fait ses débuts en République démocratique du Congo en 1997. En 1998, il a disputé 5 matchs de la Coupe d'Afrique des Nations 1998, dans laquelle la République démocratique du Congo a pris la 3e place. Il s'agissait de matches avec: la Tunisie (1-2) signant le but du momentané 1-1 à la 36e minute, contre le Ghana (1-0), les quarts de finale avec le Cameroun (1-0), les demi-finales avec la République d'Afrique du Sud (1-2) et pour la troisième place avec le Burkina Faso (4-4, t.a.b 4-1).
Il a marqué son premier but avec le maillot de l' équipe nationale le 12 février 1998, en Tunisie - Congo RD (2-1).
En 2002, Kimoto était dans l'équipe nationale pour la Coupe d'Afrique des Nations 2002. Ses réalisations dans ce tournoi sont de 3 matches: du Togo (0-0), de Côte d'Ivoire (3-1) et des quarts de finale avec le Sénégal (0-2). Il a joué dans l'équipe nationale jusqu'en 2006.
Il a récolté au total, avec le maillot National, 54 apparitions et 13 buts.

## Carrière d'entraîneur
Après avoir pris sa retraite, Kimoto est devenu directeur de football avec une licence CAF "A". Kimoto a dirigé AS Dragons / Bilima et JS Kinshasa avant d'être nommé à la tête du FC Renaissance du Congo en décembre 2018,.
En novembre 2023, tout en gardant son poste d'entraîneur en club, il est nommé sélectionneur de l'équipe de République démocratique du Congo féminine de football en remplacement de Marcelo Kadiamba. Il mène la sélection lors du deuxième tour des qualifications pour la Coupe d'Afrique des nations féminine de football 2024 contre la Guinée équatoriale ; les Congolaises se qualifient pour la phase finale de la CAN pour la première fois depuis 2012. Il annonce le 5 décembre qu'il ne poursuivra pas avec l'équipe nationale.